# Гапич Віктор Вікторович
Ві́ктор Ві́кторович Га́пич (нар. 22 квітня 1992 — 26 січня 2016) — молодший сержант Збройних сил України, учасник російсько-української війни.

## Життєпис
Народився 1992 року в селі Ольгине Високопільського району (Херсонська область).
Як доброволець мобілізований у липні 2015 року, механік-водій. За час військової служби був нагороджений двома грамотами та трьома похвальними листами.
7 січня 2016-го під час виконання завдання на території Луганщини перебував на лінії зіткнення поблизу Станиці Луганської, зазнав важкого вогнепального поранення. Київські лікарі прилетіли до Харкова, для боротьби за його життя.
Помер 26 січня 2016 року у харківській лікарні.
28 січня 2016 похований в селі Ольгине Високопільського району.
Без Віктора лишилися батьки та сестра.

## Нагороди та вшанування
За особисту мужність, сумлінне та бездоганне служіння Українському народові, зразкове виконання військового обов'язку відзначений — нагороджений
- орденом «За мужність» ІІІ ступеня (11.10.2017, посмертно)[1]